# Parapeleconus latefasciatus
Parapeleconus latefasciatus är en skalbaggsart som beskrevs av Stefan von Breuning 1970. Parapeleconus latefasciatus ingår i släktet Parapeleconus och familjen långhorningar. Inga underarter finns listade i Catalogue of Life.